# Saint-Hilaire-de-Chaléons
Saint-Hilaire-de-Chaléons es una población y comuna francesa, situada en la región de Países del Loira, departamento de Loira Atlántico, en el distrito de Saint-Nazaire y cantón de Bourgneuf-en-Retz.

## Demografía
| 1304 | 1311 | 1255 | 1362 | 1333 | 1545 |
| Para los censos de 1962 a 1999 la población legal corresponde a la población sin duplicidades (Fuente: INSEE [Consultar]) |      |      |      |      |      |